# Lawler (Iowa)
Pour les articles homonymes, voir Lawler.
Lawler est une ville du comté de Chickasaw, en Iowa, aux États-Unis. Elle est incorporée le 28 avril 1873. La ville est nommée en l'honneur de John Lawler, colon de la première heure ayant contribué à amener le chemin de fer dans la région.

## Source de la traduction
- (en) Cet article est partiellement ou en totalité issu de l’article de Wikipédia en anglais intitulé « Lawler, Iowa » (voir la liste des auteurs).